# Mike Dawes
Mike Dawes (Guildford, 21 luglio 1989) è un chitarrista inglese.
Figura di spicco del mondo fingerstyle, è ritenuto tra i più influenti del XXI secolo.

## Biografia
Mike Dawes è un chitarrista britannico, virtuoso nello stile fingerstyle.

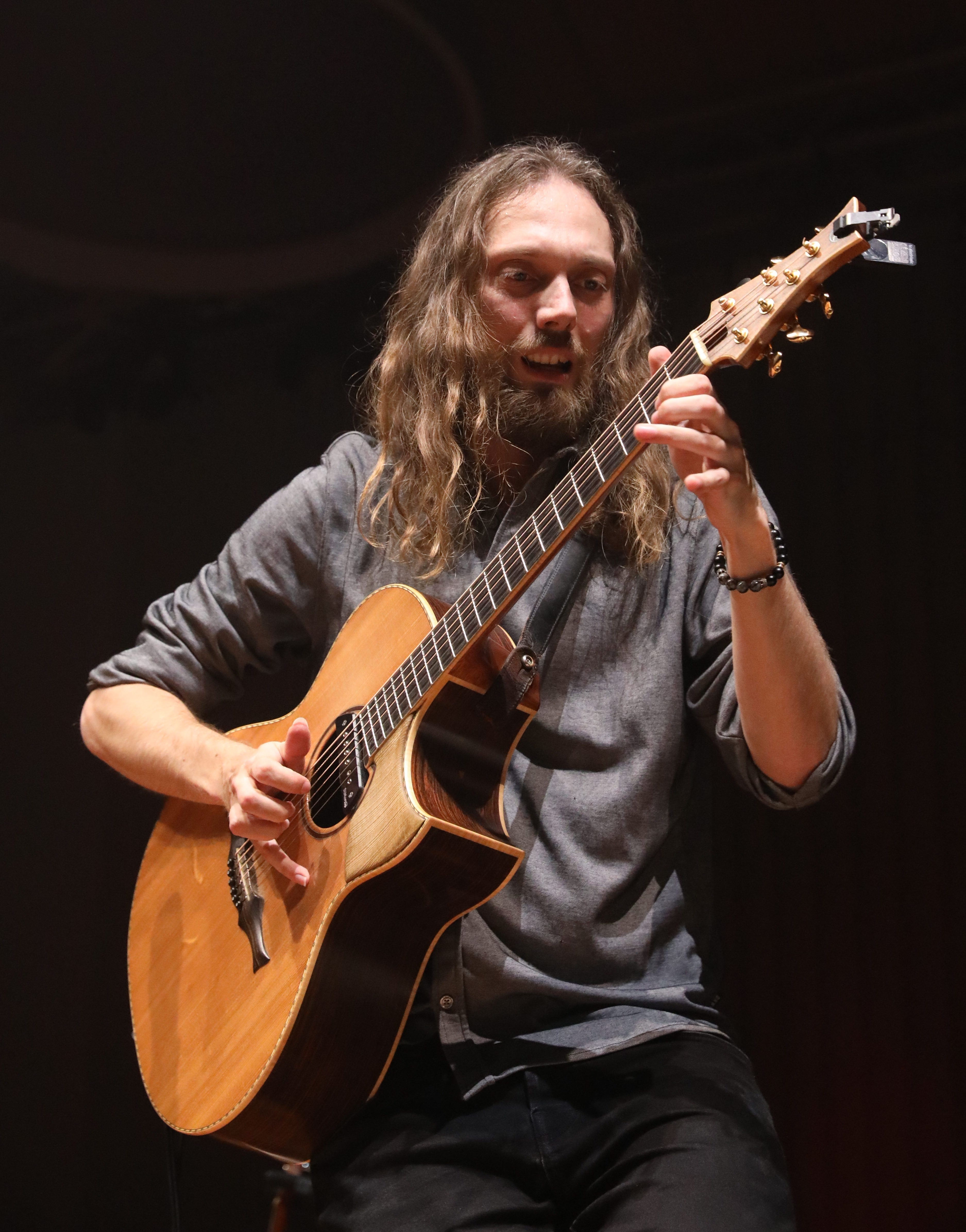
Dawes, 2024

Nel 2014 ha partecipato alla realizzazione dell'album live di Justin Hayward Spirits... Live.

## Stile chitarristico
Combina diverse tecniche percussive, quali tapping, hammer-on, slap, cercando di imitare un'intera band.
Tra le sue ispirazioni troviamo Michael Hedges, Pierre Bensusan, Don Ross e Petteri Sariola.
Fa largo uso di accordature aperte come le accordature modali  DADGAD.
È anche un abile shredder, siccome iniziò a suonare heavy metal, prima del fingerstyle.

## Discografia

### Album studio
- What Just Happened? (2013)
- Era (2017)
- Shows and Distancing (2020)
- Accomplice series vol.3 feat. Tommy Emmanuel (2022)

### Extended Play
- Reflections (2009)